# Pimpla croceipes
Pimpla croceipes är en stekelart som beskrevs av Cresson 1874. Pimpla croceipes ingår i släktet Pimpla och familjen brokparasitsteklar. Inga underarter finns listade i Catalogue of Life.